# Кристиан Клин
Кристиан Клиен е австрийски пилот от Формила 1 роден на 7 февруари 1983 година в Хохеменс, Австрия. Във формула едно има 49 участия и 14 точки, като е карал болиди за пет различни екипа.